# Климент X
Климент X (лат. Clemens PP. X), Еміліо Бонавентура Альтієрі, (італ. Emilio Bonaventura Altieri); 13 липня 1590 — 22 липня 1676) — 239-ий папа римський, понтифікат якого тривав з 29 квітня 1670 по 22 липня 1676.

## Життя
Еміліо Бонавентура Альтієрі походить з сім'ї римських патриціїв. Починаючи з 1611 року, після отримання звання доктора права, працював адвокатом. Під впливом кардинала з Болоньї Людовіко Людовічі висвятився на священника у 1624 році. З 1627 по 1666 рік був єпископом у Камерино, а з 1669 року папським нунцієм у Неаполі. 3 грудня 1669 року папа Климент IX призначає його кардиналом.

## Понтифікат
Після довгих та важких дебатів конклав вибирає 80-річного Еміліо Бонавентура Альтієрі новим папою. Климент X усиновив свого племінника Палуццо Палуцці, зробив його кардиналом-непотом Палуццо Палуцці Альтієрі деллі Альбертоні та передав йому управління державними справами.
Климента X розглядали як перехідного кандидата, зважаючи на його вік, однак він керував справами ще 6 років.